# Tovsto
Tovsto je naselje v Občini Laško.